# أجا ويست
أجا ويست (بالإنجليزية: Aja West)‏ هو موسيقي أمريكي، ولد في 1976.

## وصلات خارجية
- الموقع الرسمي
- أجا ويست على موقع ميوزك برينز (الإنجليزية)
- أجا ويست على موقع ديسكوغز (الإنجليزية)